# Elizabeth Dole
Elizabeth Hanford Dole, f. Elizabeth Hanford den 29 juli 1936 i Salisbury, North Carolina, är en amerikansk jurist, politiker och ämbetsman. 
Hon var, förutom hustru till Bob Dole, även USA:s transportminister från 1983 till 1987, USA:s arbetsminister från 1989 till 1990 samt senator för North Carolina från 2003 till 2009. 

## Biografi
Elizabeth Dole tog examen vid Duke University 1954, vid Harvard University 1960 och Harvard Law School 1965.
Hon flyttade därefter till Washington och började som demokrat arbeta med handikappfrågor vid departementet för hälso-, utbildnings- och välfärdsfrågor. Hon bytte sin partibeteckning till oberoende 1968 och började arbeta med konsumentfrågor i Vita huset innan Richard Nixon placerade henne i den federala handelskommissionen. 
1975 ändrade hon sin partibeteckning till republikan och gifte sig med senatorn, 1976 års republikanske vicepresidentkandidat och 1996 års republikanske presidentkandidat Bob Dole. Hon var USA:s transportminister under Ronald Reagan 1983–1987 och USA:s arbetsminister under George Bush Sr. 1989–1990. 
1991 blev hon ordförande för Amerikanska Röda Korset, en post han stannade på fram till och med 1999.
Hennes man utsågs 1996 till Republikanernas presidentkandidat. Under flera år sedan dess har Elizabeth Dole utsetts till en av världens tio mest beundrade kvinnor av Gallup. 
1999 var Elizabeth Dole en förhandsfavorit till republikanernas presidentnominering inför presidentvalet 2000, men hon drog sig ur innan primärvalen ens börjat, förmodligen för att hon inte klarat av att samla ihop nog med kampanjbidrag.
Istället valdes hon 2002 till senator för North Carolina, i en prestigefull kampanj mot Bill Clintons kanslichef Erskine Bowles. Hon förlorade sitt omval till senaten 2008.